# (249523) Friedan
(249523) Friedan es un asteroide perteneciente al cinturón de asteroides, descubierto el 22 de febrero de 2010 por Wide-field Infrared Survey Explorer desde el telescopio espacial Wide-Field Infrared Survey Explorer (WISE), Estados Unidos.

## Designación y nombre
Designado provisionalmente como 2010 DO53. Fue nombrado por Betty Friedan (1921-2006) quien fue una autora y activista social que escribió The Feminine Mystique (La mística de la feminidad) , un libro que tuvo un enorme impacto en la vida de las mujeres. Fue fundadora de la Organización Nacional de Mujeres y convocante de la Asamblea Política Nacional de Mujeres.

## Características orbitales
Friedan está situado a una distancia media del Sol de 3,187 ua, pudiendo alejarse hasta 3,806 ua y acercarse hasta 2,568 ua. Su excentricidad es 0,194 y la inclinación orbital 27,533 grados. Emplea 2078,20 días en completar una órbita alrededor del Sol.
Los próximos acercamientos a la órbita de Júpiter ocurrirán el 17 de diciembre de 2100, el 22 de abril de 2112 y el 8 de septiembre de 2123.
Pertenece a la familia de asteroides de (31) Euphrosyne.

## Características físicas
La magnitud absoluta de Friedan es 15,33. Tiene 5,430 km de diámetro y su albedo se estima en 0,055.